# Phanomorpha drosera
Phanomorpha drosera là một loài bướm đêm trong họ Crambidae.